# Gastropacha acutifolia
Gastropacha acutifolia är en fjärilsart som beskrevs av Walter Karl Johann Roepke 1953. Gastropacha acutifolia ingår i släktet Gastropacha och familjen ädelspinnare. Inga underarter finns listade i Catalogue of Life.